# 寺院法
寺院法（じいんほう）は、寺院に関連した法制全般を指す。神社に関する法制を含めて寺社法（じしゃほう）、社寺法（しゃじほう）とも呼ばれている。

## 統教権と治教権
宗教に関する法制の制定権力には大きく分けて2つある。国家をはじめとする世俗権力が寺社を外部から規制する統教権（とうきょうけん）と寺社自身が自己及びその構成員を内部から規制する治教権（ちきょうけん）である。前近代の寺社は世俗権力と対抗する独立した権威として存在しており、治教権が広範にわたって認められていた。従って、前近代における寺院法は治教権に基づく法制が多くを占めており、狭義においては治教権に基づく法制のみを「寺院法」と呼称する場合がある。そもそも、初期仏教集団である僧伽（さんが）においては仏教の戒律及びこれを元にして自らの集団を規制するために定められた規則が寺院法の本来の姿であったと考えられている。この狭義における寺院法には個々の宗門あるいは寺院が個別の事情に応じて定める成文法と慣習的規範が先例の形式を採って慣習法として機能したものがあり、基督教教会における教会法のような法典形式のものは存在しなかった。更に寺院内部を対象とする法（寺内法（じないほう））と寺内町（寺辺）や荘園など寺院の権力が及ぶ外部を対象とする法があった。

## 概要

### 古代
日本における最古の寺院法制は、推古天皇12年（604年）に聖徳太子が定めたとされる十七条憲法とされている。仏教尊重を国家の方針として打ち出し、仏教信仰と国家形成が密接に結び付けられたこの法については『日本書紀』作者の創作説もある。ただし、創作説を採るとしても『日本書紀』成立は聖徳太子の時代から100しか経ておらず、初期国家の仏教観を知る上では貴重な史料である。
太子没後の推古天皇32年（624年）には、中国南朝の制度を元にしたとされる僧正の制度が定められ、百済から来日した僧侶観勒が任じられた（僧官制度のはじめ）。続いて、大化の改新後に十師・法頭の制度が設けられ、その後一部制度の改革を経て大宝律令において僧尼令（神社に対しては神祇令）が出され、国家による僧侶・寺院に対する統制が行われた（律令法は形式上においては仏教や神道そのもの統制ではなく、それに従事している人や組織に対してのみ統制を行った）。僧尼令は厳格な規定の一方で、僧綱側の要求で施行が一時停止されるなど、その位置づけは不安定なものであった。その後編纂された延喜式の玄蕃寮式も後世の統教権に基づく規制の典拠とされた。又、特殊な形態としては菩提寺・氏寺として創建した創建者あるいはその一族によって定められた規則も統教権の変形であると言える。
治教権に基づく本格的な寺院法は従来からの僧伽内の規制、僧尼令をはじめとする統制や鑑真によって本格的に伝えられた戒律の影響を受けて形成されたと考えられている。最古のものとされるのは、最澄が弘仁9年（819年）に記した『山家学生式』である。これは延暦寺に戒壇を設置できるように朝廷に申請するために作成されたものであったが、同時に延暦寺の僧侶にも僧侶として相応しい姿を示すように求める性格も有していた。その後、延暦寺では良源によって天禄元年（970年）に起請26箇条が定められ、内部規範の確立が進められた。また、真言宗においては空海が死去の際に遺した『御遺告』が同宗の僧侶・信徒の守るべき規範として重要視された。その他個別の寺院の規則としては貞観10年（868年）に真紹が禅林寺に導入した禅林寺式15箇条や元暦2年（1185年）に文覚が神護寺に導入した神護寺45箇条起請などが知られている。また、伊勢神宮にて延暦23年（804年）に作成とされている『皇太神宮儀式帳』（『延暦儀式帳』）も神社における治教権の反映であると考えられている。

### 中世
平安時代に入って律令国家が解体していくと、僧尼令など統教権に基づく法制が有名無実化していき、もっぱら治教権に基づく寺院法が中心となっていく。この時代になると、三綱や別当・座主などによる寺院上層部からの内部統制が弱体化し、学侶・衆徒・行人などの階層が形成された。また、「一味和合」の観念から集会（しゅうえ）における集議によって内部の規律や荘園の支配などに関する重要な規定が定められ、「多分の理」と呼ばれる多数決（過半数ではなく、2/3などそれ以上の一定割合の賛同を得ることで決定が成立する）。中世の寺院文書には集会における日程決定や参加資格、議決の方法、出席への督促と欠席者への処分などを定めた文書（これらの多くは集会で定められた）が残されているものがある。この他には集会では僧侶の倫理規定や法会に関する規定、寺内外の治安維持や刑罰（「死刑の不科」）、租税の徴収や祠堂銭などの寺内金融など寺院経営に関するものなど、広範な分野について定められていた。
集会などで定められた寺院法は当初は寺院の境内及び僧侶・俗人などの所属者を対象としてきたが、寺辺と呼ばれる地内町が寺院の周囲に対しても効力を及ぼすようになった。更に鎌倉時代後期に入ると武家側と対抗するために寺社を本所とする荘園の一円支配が強化され、荘園における本所法の典拠として本所である寺院の寺院法が用いられ、また、現地における治安維持あるいは徴税などの荘務の必要から現地の慣習などにも配慮した新たな寺院法が制定され、それが本所法として荘官らによって施行された。
ただし、こうした一連の寺院法が成文法として作成された場合においても、共通の形式をもって作成されたり、法典形式での集成が行われたりすることがなかった。このため、置文・掟・衆議事書 ・契状・式目・新制など名称からして様々であった。また、公家や武家が過差の禁止や神仏興行のための新制を定めると、寺院側もこれに対応した新制を制定したほか、前述のように寺内法に基づく独自の新制を定めた。治承5年（1181年）の興福寺寺辺新制や嘉禄2年（1226年）の南都新制は公家の新制に対応したものである。また、弘長3年（1261年）には興福寺を対象とした公家新制が行われ、それを通告した太政官牒が残されている。
一方、統教権側でも前述の新制をはじめとして鎌倉幕府の御成敗式目や寺社興行法、室町幕府の建武式目や五山に対する規制、戦国大名の分国法などに寺社の保護と統制に関する記述が記されている。また、惣村の発達に伴い、村が地元の寺社の維持・祭祀の遂行のために惣掟に規定を設ける事例もあった。

### 近世
織田政権による統一戦争から江戸幕府成立の過程で、一向宗をはじめとする寺社勢力は統一権力の前に自律性を失っていく。 徳川家康は豊臣政権時代から自領である関東地方を中心に統教権に基づき個別寺院あるいは宗派ごとに対する法規を定めた規制を行ってきたが、これは分国法の延長から幕藩体制の法制への過渡的なものであった。政権確立後は各種寺院法度の発布や本末制度・檀家制度の確立を通じて日本全国を対象とした宗教統制策を遂行した。また、18世紀には寺社方御仕置例書が作成されて僧侶に対する刑罰規定などがまとめられた。また、幕府法に反しない限りにおいて藩独自の統教権が認められ、更にそれらに反しない限りにおいては引き続き宗派による宗法制定や個別寺院の治教権も認められていた（真言宗金剛寺定・天台宗園城寺定）。また、神道に対しては寛文5年（1665年）に『諸社禰宜神主法度』が定められている。なお、日蓮宗不受不施派のように幕府から邪宗門として迫害された宗派や特定の藩において浄土真宗が禁じられた例（隠れ念仏を参照のこと）もある。

### 近代
近代に入ると、法の制定権限は最終的には国家に帰属することとなり、治教権による法に法的な効力が認められなくなり、寺院法ももっぱら統教権に基づく法令が占めるようになる。明治初期の廃仏毀釈や神道国教化政策の影響で仏教・神道ともに大きな影響を受ける。明治4年（1871年）、地租改正の前提として全ての免税地が廃せられ、それを口実に寺院領が国家に収公された（興福寺の現在の敷地が奈良公園の中にある体裁になっているのは、興福寺の境内を収公してこれを潰して跡地を公園化する政策（後に中止）の名残である）。また、同年神道を国家の祭祀として社家の廃絶が決定され、神官は国家が任命するものとされた。だが、寺社側からの反発もあり、神祇官の職掌は神祇省、教部省を経て内務省の管轄下に移行された。明治17年（1884年）、国家によって任命されていた教導職が廃止され、国家による統制を条件に宗派による内部自治が許容され、それに対応した本末制度の改革が行われた（明治17年8月11日太政官布達第19号）。続いて大日本帝国憲法では制限付ながら「信教の自由」が掲げられた。その後、仏教各派は宗教法制の整備と国家に収公された境内敷地の返還を求める運動を起こした。昭和14年（1939年）に定められた宗教団体法（法律77号）は、戦時体制強化のための宗教統制のための法規であったが、その一方で寺院に初めて法人格を認めたという意味では画期的であった。一方、神社においては国家神道が推進され、昭和15年（1940年）に神祇院が設置された。昭和20年（1945年）に宗教団体法に代わって宗教法人令（昭和20年勅令719号）が出され、翌年政府機関から自立した神社本庁も設置された。更に日本国憲法では政教分離と信教の自由が掲げられた。昭和26年（1951年）には日本国憲法に基づく現在の宗教法人法（昭和26年法律126号）が出され、現在の宗教行政の基本法となっている。